# Abrictosaurus

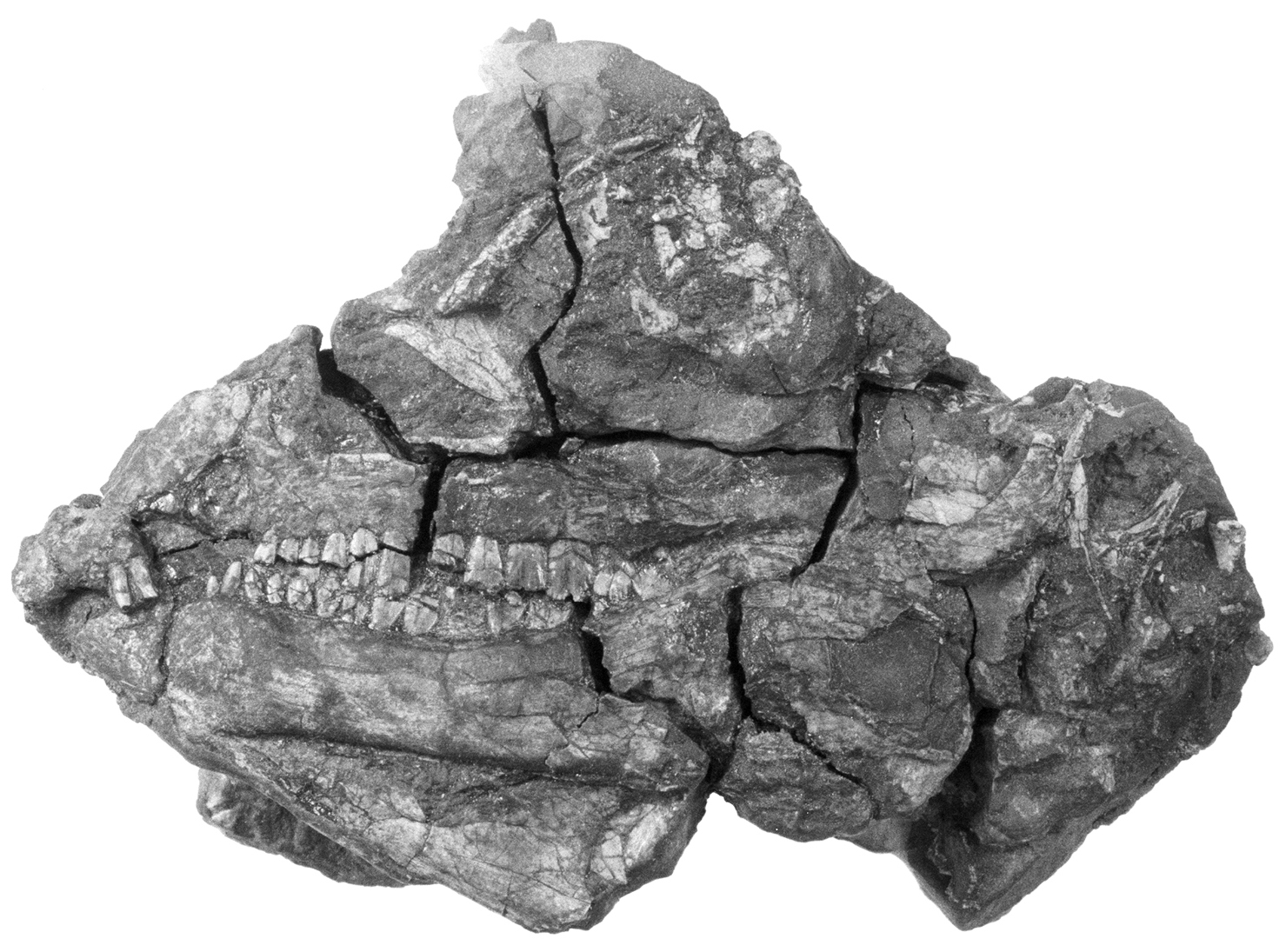
Teil des Schädels von Abrictosaurus (Exemplarnummer NHMUK RU B54)

Abrictosaurus ist eine Gattung von Vogelbecken-Dinosauriern aus der Gruppe der Heterodontosauridae, die während des Unterjura (Hettangium und Sinemurium) in Afrika lebte. Es handelte sich um einen kleinen, zweibeinig laufenden (bipeden) Pflanzenfresser.
Abrictosaurus wurde auf der Basis eines fragmentarischen Schädels und Skeletts beschrieben, das aus der Unteren Elliot-Formation von Lesotho stammt. Ein weiterer, fragmentarischer Schädel aus Südafrika wurde ebenfalls Abrictosaurus zugeordnet, obwohl diese Zuordnung jüngst in Frage gestellt wurde. Einzige Art ist Abrictosaurus consors.

## Merkmale
Abrictosaurus wird auf eine Körperlänge von etwa 1,2 Metern geschätzt. Es handelte sich um einen ursprünglichen (basalen) Vertreter der Heterodontosauridae. Vertreter dieser Gruppe wie Heterodontosaurus zeigen eine ausgeprägte Heterodontie: So saß im vorderen Bereich der Schnauze jeweils ein Paar langer Eckzähne (im Englischen caniniforms genannt) im Unterkiefer (Dentale) sowie im vor dem Oberkiefer gelegenen Zwischenkieferbein (Prämaxillare). Diese verlängerten Zähne waren durch eine Lücke von den Backenzähnen getrennt. Im Zwischenkieferbein befanden sich vor dem verlängerten Eckzahn zwei weitere, kleinere Zähne. Im Bereich der Schnauzenspitze fehlten Zähne, stattdessen war vermutlich ein dünner Schnabel (Rhamphoteka) ausgebildet.
Abrictosaurus besaß auf jeder Kieferhälfte 12 Zähne im Oberkiefer (Maxilla), während es im Unterkiefer (Dentale) 13 bis 14 waren. Im Vergleich mit den Gattungen Lycorhinus und Heterodontosaurus standen die Backenzähne weiter auseinander und bildeten keine durchgehende Kaufläche. Außerdem waren die Zahnkronen niedriger.
Dem Holotyp-Exemplar von Abrictosaurus fehlt der verlängerte Eckzahn sowohl im Ober- als auch im Unterkiefer. Der zweite Fund derweil zeigt die von Heterodontosaurus bekannten, langen Eckzähne. Thulborn (1974) vermutet, dass es sich bei dem Exemplar ohne verlängerte Eckzähne um ein Weibchen handelte (Geschlechtsdimorphismus). Sereno (1986) vermutet dagegen, dass das Fehlen des verlängerten Eckzahns für die Gattung Abrictosaurus charakteristisch ist, und dass es sich um ein basales (ursprüngliches) Merkmal handelt. Weishampel und Witmer (1990) mutmaßen, dass es sich beim Exemplar ohne lange Eckzähne um ein Jungtier handelte (ontogenetische Variation), während Norman und Kollegen (2004) auf die Möglichkeit hinweisen, dass die langen Eckzähne auch aufgrund des periodischen Zahnwechsels zeitweise gefehlt haben könnten. Butler und Kollegen (2008) geben an, dass das Exemplar mit verlängerten Eckzähnen möglicherweise tatsächlich eine eigenständige Gattung darstellt, und dass das Fehlen der verlängerten Eckzähne ein gattungsspezifisches Merkmal von Abrictosaurus darstellt, wie bereits Sereno (1986) vermutet.

## Systematik
Als basaler Vertreter wird Abrictosaurus meist an der Basis der Heterodontosauridae klassifiziert und war weniger abgeleitet als beispielsweise Heterodontosaurus. Sereno (1986) vermutet, dass es sich um das Schwestertaxon aller anderen, fortgeschritteneren Heterodontosauriden handelt.
Butler und Kollegen (2008) kommt zu dem Schluss, dass der fragmentarische Schädel aus Südafrika (Exemplarnummer BMNH A100, früher UCL A100) nicht dieser Gattung zugeordnet werden kann. Wie diese Forscher anmerken, basierte die anfängliche Zuordnung dieses Schädels zu Abrictosaurus durch Hopson (1975) lediglich auf der allgemeinen Ähnlichkeit der Schädel, und nicht auf einzelne, gemeinsame Merkmale.
Es folgt eine aktuelle Klassifizierung nach Butler und Kollegen, 2011:
|                         | NHM RU A100       |
|                         |                   |
|                         | Heterodontosaurus |
|                         |                   |
|                         | Lycorhinus        |
| Vorlage:Klade/Wartung/3 |                   |

|  | Fruitadens |
|  |            |
|  | Tianyulong |
|  |            |

|                         | NHM RU A100       |
|                         |                   |
|                         | Heterodontosaurus |
|                         |                   |
|                         | Lycorhinus        |
| Vorlage:Klade/Wartung/3 |                   |

|  | Fruitadens |
|  |            |
|  | Tianyulong |
|  |            |

|                         | NHM RU A100       |
|                         |                   |
|                         | Heterodontosaurus |
|                         |                   |
|                         | Lycorhinus        |
| Vorlage:Klade/Wartung/3 |                   |

|  | Fruitadens |
|  |            |
|  | Tianyulong |
|  |            |

|                         | NHM RU A100       |
|                         |                   |
|                         | Heterodontosaurus |
|                         |                   |
|                         | Lycorhinus        |
| Vorlage:Klade/Wartung/3 |                   |

|  | Fruitadens |
|  |            |
|  | Tianyulong |
|  |            |

## Forschungsgeschichte und Namensgebung
Das Holotyp-Exemplar (Exemplarnummer UCL B54) besteht aus einem fragmentarischen Schädel und stammt aus der Unteren Elliot-Formation von Lesotho. Anfangs beschrieb Thulborn (1974) diesen Schädel sowie ein fragmentarisches Skelett als neue Art der Gattung Lycorhinus (Lycorhinus consors). Ein Jahr später beschrieb Hopson (1975) dieses Material, zusammen mit einem weiteren, fragmentarischen Schädel aus Südafrika, als eine neue Gattung – Abrictosaurus.
Hopson wählte den Namen Abrictosaurus (gr. abriktos – „wach“, sauros – „Echse“), der so viel wie „Wache Echse“ bedeutet, um der Hypothese von Thulborn zu widersprechen, Heterodontosauriden hätten die Art Sommerschlaf während der trockenen Jahreszeit gehalten. Thulborn leitete diese Vermutung aus dem von ihm rekonstruierten Zahnwechsel-Muster ab.